# Reddingita
La reddingita és un mineral de la classe dels fosfats, que pertany al grup de la fosfoferrita. Rep el nom de la ciutat de Redding, als Estats Units, on es troba la seva localitat tipus.

## Característiques
La reddingita és un fosfat de fórmula química (Mn2+,Fe2+)₃(PO₄)₂·3H₂O. Cristal·litza en el sistema ortoròmbic. La seva duresa a l'escala de Mohs és 3,5.
Segons la classificació de Nickel-Strunz, la reddingita pertany a «08.CC - Fosfats sense anions addicionals, amb H₂O, només amb cations de mida mitjana, RO₄:H₂O = 1:1,5» juntament amb els següents minerals: garyansel·lita, kryzhanovskita, landesita, fosfoferrita, kaatialaïta i leogangita.

## Formació i jaciments
Va ser descoberta a la pedrera Fillow, situada a Branchville, al municipi de Redding, dins el comtat de Fairfield (Connecticut, Estats Units). També ha estat descrita en altres indrets dels Estats Units, tant a Connecticut com als estats de Maine, Nou Hampshire i Dakota del Sud. A fora del país nord-americà també ha estat trobada a l'Argentina, el Brasil, Finlàndia, Alemanya, Espanya, Portugal, el Japó i la República Popular de la Xina.